# 国家资本主义
国家资本主义（德語：Staatskapitalismus），是一种以国家层面主导商业活动（即盈利事业）的经济制度。在此制度下，既可表现为国营企业掌握包括资本累积过程、雇佣劳动以及集中管理在内一系列生产资料的控制和管理，也可表现为国家在企业管理中享有绝对优势或国家持有上市公司的控制股权。
马克思主义将国家资本主义定义为： “一种由国家拥有或控制的资本主义社会制度” 。故在此定义下，一个施行国家资本主义制度的国家不仅拥有由国家政府控制的经济，且整个国家亦可视作一个庞大的公司，从劳动力中提取剩余价值并将其投资到未来生产中。无论国家的政治目标是什么，该称呼均适用。
霍查主义者认为苏联以及毛泽东时代的中国大陆曾是国家资本主义的实例。直到如今，学者们也在争论现今的中国大陆是否在某种程度上也施行了国家资本主义制度。
作为一个政治术语，国家资本主义有时也用来指在国家层面上控制的私有经济制度。在第一次世界大战中，这个术语也被用来形容在国家层面实施经济调控的大国。与此相应，国家资本主义有时亦指那些实施私有经济体制且允许私人拥有生产资料，但是国家在抵免与投资上有相当的控制权的经济体，例如法国就曾在第二次世界大战后实施过一段时间的计划经济。
而当国家介入市场并且大规模完善与保护大型企业利益时，国家资本主义在某些时候也被等同于垄断国家资本主义。诺姆·乔姆斯基也用国家资本主义来形容如美国的经济体：“当规模大到不能任其破产的企业收到政府纾困资金后，将会使得企业对降低对风险的评估，进而破坏市场定律。这些私人企业很大程度上是由政府用公共支出投资，但最终企业老板只会从中榨取利润。”这种行为与社会主义与自由放任主义的理念形成了对比。 
关于国家资本主义，一直存在许多不同的理论和批评声，有些理论甚至可以追溯到俄罗斯十月革命（1917年）以前。但这些理论都认为：在国家资本主义制度下，生产资料不由劳工掌控，且社会阶级以及追求利润的生产方式依然存在。在《社会主义从空想到科学的发展》一书中，恩格斯认为国有化资本不会终结资本主义，反而会促成资本主义走向最终阶段，而资本主义国家将会控制与管理大规模生产和通讯。恩格斯同时也认为终结资本主义的方法会在国家资本主义中找到。

## 起源

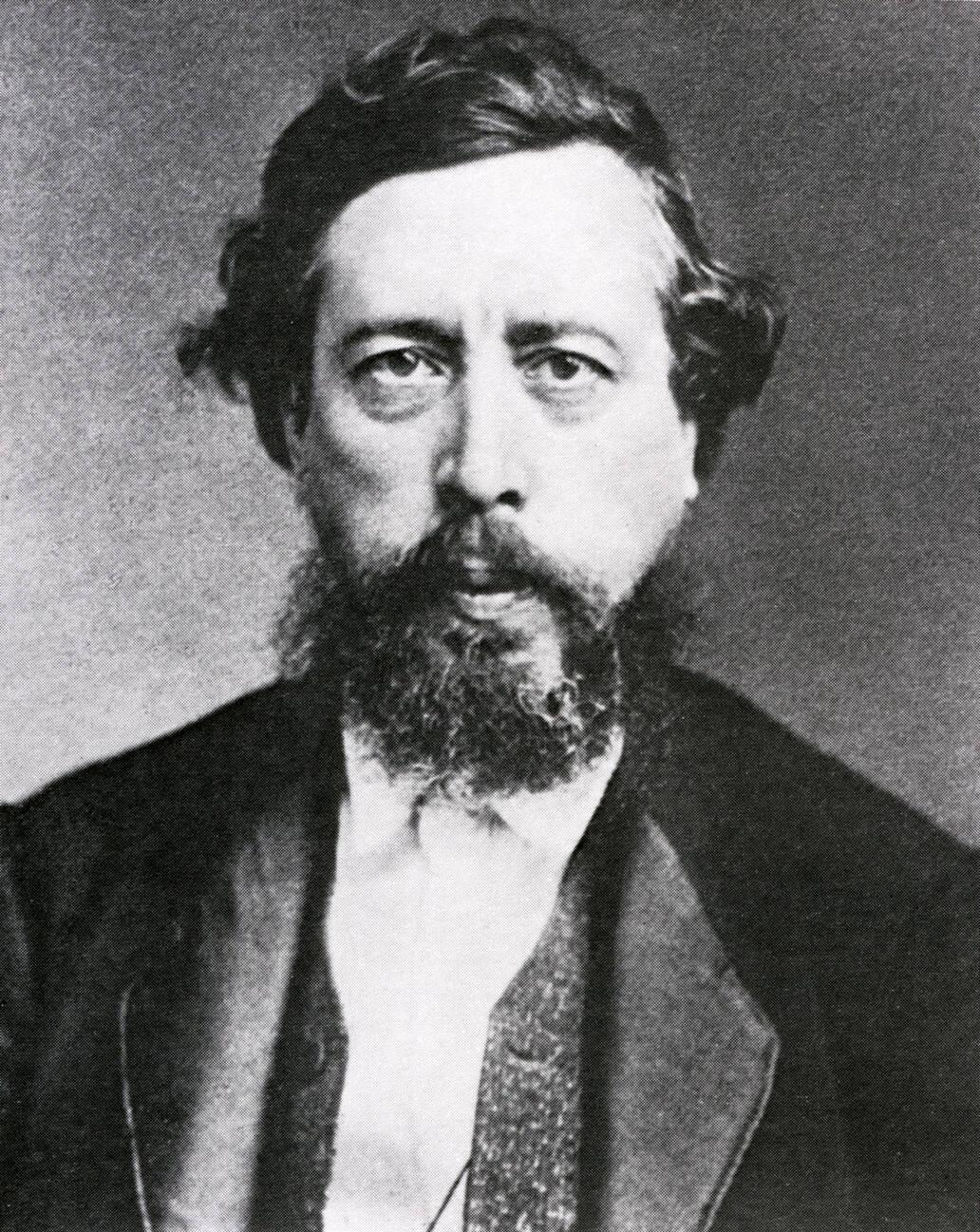
Wilhelm Liebknecht 2

威廉·李卜克内西最早于1896年使用“国家资本主义”这一术语。他说到：
“在国有社会主义这件事上，没有人能讨论地比我们这群德国社会主义者更激烈；且无人能比我更能看透国有社会主义的本质，那就是国有社会主义完全等同于国家资本主义。” 
国家资本主义的概念最早可以追溯到米哈伊尔·亚历山德罗维奇·巴枯宁在第一国际中，对受到马克思主义启发的社会主义国家可能存在国家层面剥削的评论。同时，扬·瓦茨瓦夫·马哈伊斯基在《脑力劳动者》（波蘭語：Pracownik umysłowy，1905年）一书中认为社会主义是知识分子所主导的运动，最终会产生一种他称为“国家资本主义”的制度。对于无政府主义者而言，国有社会主义等同于国家资本主义，对劳动者的剥削和压迫只不过从私人资本家手中转移到了国家手中而已。
在第一世界大战中，布尔什维克党的尼古拉·伊万诺维奇·布哈林听取了弗拉基米尔·伊里奇·列宁关于沙皇主义是在走普鲁士的老路迈向资本主义这一观点后，决定将全国所有的生产资源与重要教育资源收归国有，从而形成了一种新的资本主义制度 - 尼古拉·伊万诺维奇·布哈林将其称为国家资本主义。
列宁曾在俄国十月革命之后积极评价此制度。他于1918年到引入战时共产主义之前的自由经济时期以及1921年再次在新经济政策中强调，认为引入国家资本主义的目的是为了使无产阶级专政更好控制与发展生产力：
“现实告诉我们，施行国家资本主义会使我们向前进步。如果在短时间内，我们能实现国家资本主义，那么胜利将会是我们的。” 

列宁同时也认为在工人们最终掌控经济之前国家应该代为管理。对于列宁来说， “国家资本主义” 并不意味着国家会控制大多数经济活动，相反，国家资本主义应该为经济五要素之一:
“国家资本主义将会使我们苏维埃共和国从现阶段迈向前方，如果共和国给它六个月的时间建立，那么在接下来的一年里，我们的社会主义将会变得永远坚实，这会是个大成功。”

## 在左翼中的使用

### 社会主义者
无政府主义者、马克思主义者和列宁主义者等社会主义者通常将国家资本主义作为一个术语和概念进行使用。

### 无政府主义者
最早对苏联是一个国家资本主义国家的评价形成于俄罗斯的无政府主义者中，并且保罗·亚布里齐也将其记录在他的俄罗斯无政府主义研究中。此主张日后成为了无政府主义者的研究标准。举例来说，在1935年，著名无政府主义者埃玛·戈尔德曼发表了一篇标题为 “俄罗斯没有共产主义” （There Is No Communism in Russia）的文章，这篇文章中讲到苏联：
“在这样的情况下也许可以称作国家资本主义，但是如果能把共产主义扯上关系就更好了【……】苏俄想推进独裁政治的意图众人皆知，且从经济上来说，也会是最愚蠢的国家资本主义制度。”

当提到马克思主义时，默里·布克钦发表了以下看法：
“马克思主义已演变成一种意识形态，被如俄罗斯这样有着先进的国家资本主义运动的国家所吸收。这似乎是对历史的一种讽刺，但是马克思主义者所认为的“社会主义”现今却变成了国家资本主义的一部分，这也是马克思在对资本主义的辩证中所没有预测到的。而本应该在资本主义中掀起革命的无产阶级，却甘愿变成了资本主义社会中的一部分。【……】列宁察觉到并且将‘社会主义’描述成‘只会为人民群众创造福利的垄断资本主义’。这句话隐藏了许多暗示，并且皆互为矛盾。”

当提到列宁主义时，《一个无政府主义者的常见问题》（An Anarchist FAQ）的作者说到：
“与其提供一种掀起革命的有效方法，奉行精英主义的列宁主义者们反而不能提供一种有效实现社会主义的道路。最好的情况下，列宁主义者会通过离间活跃分子、军队与他们所属组织的领导者，并且操控组织主要结构从而扮演反面角色。最坏的情况下，这些人可以收缴权力，创造一个施行国家资本主义制度的社会。在这个新的资本主义社会中，他们（指新权贵与其手下）将会成为该社会的统治阶级去继续剥削劳工。” 

### 左翼俄罗斯共产主义者
瓦列里安·奥波连斯基部分认为， “一人管理” 以及科学管理 - 即在生产中导入资本家的规矩将会扼杀工人参与到生产管理组织当中去的积极性。这会把工人们转化成一个个单独为机器流水线作业的附庸品，而不是生产中光荣的集体。因此，事实上这是在向工人灌输资本主义价值。
总体来说，无产阶级专政曾把集体拆散回独立的资本个体作为一种生产再转型的手段。工人阶级被迫将持续参与到经济与政治管理当中。1918年，左翼共产主义者强调这种倾向存在的问题，即资本家生产将把工人们视为物品。这种被马克思批评为离间的行为贯穿于工人所有的主动创新和参与意识当中。
左翼在1921年，俄共十大决定引进新经济政策后，再次提出了批评。许多工人反对派、民主集中派及两个新成立的地下左翼共产组织，加布里埃尔·伊里奇·米亚斯尼科夫领导的工人集团和工人真理逐渐认为苏俄将渐渐变为成一个由新兴官僚阶层统治的国家资本主义社会。对此的完整看法可于米亚斯尼科夫在1931年出版的小册子中找到。

### 孟什维克派与正统派马克思主义者
在俄罗斯十月革命之后，许多西方马克思主义者质问社会主义在俄罗斯是否可行。其中，卡尔·约翰·考茨基说：
“在俄罗斯只有封建时代的地主土地权消失了。俄罗斯的现状是，她摆脱了农奴制度但却没有摆脱资本主义制度的奴役。资本主义现在可以堂而皇之地庆祝他的重生，并且比旧制度更加无所畏惧地镇压无产阶级。”
“私人资本主义并没有采取高度工业化的形式，反而采用了卑劣和阴暗的黑市操作与投机行为。工业资本主义已经进化成了国家资本主义。这使得前国家官僚和私人资本的代表们变得更为关键了，因为他们经常彼此不怀好意。”

“因此工人们会发现他们的优势从来都是彼此联系的。国家官僚主义和资本官僚主义已经结合为一种主义。这是给布尔什维克党领导的伟大社会主义革命的迎头一击。这种主义对俄罗斯人民的镇压和迫害将会是史无前例的。” 

在1929年以后，被流放的孟什维克派成员如费多·伊里奇·丹开始认为斯大林统治下的俄罗斯是国家资本主义社会。在英国，正统派马克思主义团体大不列颠社会党也独立发展出一套相似的思想体系。尽管最初此政党认为苏联资本主义和西方资本主义是不同的。但随着时间的推移，他们也开始认为这两种体系中，官僚政府都掌握生产资料的特点都是相同的，如同天主教教会做的一样。对此，约翰·奥尼尔（John O' Neil）评论道：
“无论他们的理论有怎样的优缺点，在争论俄罗斯十月革命在从一开始就是资本主义革命的观点上，他们避开对最近发生受到毛泽东主义与托洛茨基主义所启发产生的国家资本主义的事前和事后性质讨论。证明了从最初被冠以社会主义革命的布尔什维克革命在之后渐渐退化成了资本主义。”
在1925年4月25日刊发的孟什维克派刊物《社会主义信使》（英語：Socialist Courier）中，鲁道夫·希法亭写道他拒绝接受国家资本主义的概念。在看到苏联最近的做法后，（他认为苏联）缺少资本主义社会所存在的流动性。例如市场决定价格，企业家和投资者决定资本的分配。根据鲁道夫·希法亭的观点，国家资本主义并非是某种形式的资本主义，它更像是某种形式的极权主义。

### 托洛茨基主义者
列夫·达维多维奇·托洛茨基说国家资本主义是“最初是为了让资产阶级国家直接管理交通手段和工业企业”，因此这是个“部分不符”的资本主义。
然而，列夫·达维多维奇·托洛茨基同时也反对对于苏联的描述，他认为苏联只是一个由思想倒退工人组成的国家。在第二次世界大战之后，绝大多数托洛茨基主义者接受了苏联加盟国都是畸形的工人国家这一观点。然而，托洛茨基主义的传统的替代观点已将国家资本主义理论发展为一种新阶级理论，用来解释他们所认为的苏联、古巴、中国大陆以及其他自称社会主义的政体并不是社会主义的实质。
这些讨论最早可以追溯到20世纪20和30年代早期左翼反对派的内部辩论中。安特·西里加曾因为左翼反对派的身份在20世纪30年代被关押在上乌拉尔斯克（现俄罗斯车里雅宾斯克州西部的一个城市）的监狱中。他认为左翼反对党关于国家资本主义理论的演变是被加布里埃尔·伊里奇·米亚斯尼科夫的工人组织和其他左翼政团影响。
在被释放和重新返回到左翼反对派的活动中后，西里加是“1936年最先在托洛茨基主义者圈子当中提出（国家资本主义）理论”的人。与西里加同为左派斯大林反对者的乔治·奥威尔在他的作品《加泰罗尼亚赞歌》中使用了这个术语。
1940年后，持不同意见的托洛茨基主义者提出了理论上更复杂的关于国家资本主义的解释。其中一种有影响力的是塞利尔·莱昂内尔·罗伯特·詹姆斯的约翰逊–弗雷斯特倾向（Johnson–Forest Tendency）与通过对前三个五年计划的基础研究和阅读马克思早期人文作品，在20世纪40年代早期提出了自己理论的拉亚·杜奈维斯卡娅。然而，他们的政见变化将使他们与托洛茨基主义越来越远。
另一种解释来自于托尼·克里夫，他和国际社会主义倾向以及社会主义工人党 (英国)自从20世纪40年代开始便有了联系。不同于约翰逊–弗雷斯特倾向，克里夫提出了国家资本主义将会使他的团体依旧相信托洛茨基主义，尽管是作为异端。在最近一本由斯蒂芬·雷斯尼克和理查德·沃尔夫合著的书《阶级理论与历史》（Class Theory and History）中，探讨了国家资本主义以何种形式存在于苏联当中，将这场持续了半个世纪之久的托洛茨基主义理论中的辩论继续下去。
其他关于苏联制度的左翼理论有：官僚集体主义、畸形的工人国家、堕落的工人国家和新阶级。

### 后期的左翼共产党主义者和议会共产主义者
在传统上，俄罗斯外的左翼共产主义者和议会共产主义者认为苏联制度即是国家资本主义制度。德国主要的左翼共产主义者奥托·吕勒于20世纪20年代提出此思想并在日后被荷兰议会共产主义者安东尼·潘涅库克阐述，如在《国家资本主义和独裁》（State Capitalism and Dictatorship，1936）当中。

### 毛泽东主义者和反修正主义者
从1956年到70年代后期，中国共产党及其在世界各地的毛泽东主义者或反修正主义者，通过研究被广为接受的马克思主义定义（尽管他们的参考标准有异，且引用了不同时期托洛茨基主义者或是左翼共产主义者的研究），将苏联视为国家资本主义国家。
具体而言，毛泽东主义者及其继承者使用“国家资本主义”一词作为他们描述风格和政治理念的一部分，用来描述尼基塔·谢尔盖耶维奇·赫鲁晓夫及其后续继承者、持有相似意见的领导者和施行此政策并自称为“社会主义”的政体。此举造成了后来中苏交恶中的意识形态分裂。
在毛泽东去世后，文化大革命和四人帮支持者将国家资本主义的概念延伸到中国大陆自身，并且不再支持中国共产党，中国共产党同时也刻意和相关团体保持距离。1978年，时任阿尔巴尼亚劳动党第一书记恩维尔·霍查提出了与其相关的霍查主义理论，他认为毛泽东追求的是国家资本主义和修正主义经济政策。 
传统上，现今大部分继承毛泽东主义思想的共产主义团体仍认为中国大陆和苏联在一些方面皆采用了国家资本主义，特别是1956年开始到1991年解体的苏联和1976年以后的中国大陆。毛泽东主义者和反修正主义者有时也用“社会帝国主义”一词来形容那些他们所认为、本质上采用的是资本主义思想的所谓“社会主义国家”。并且批评为：“披着社会主义外皮的帝国主义者”。

## 在自由派经济学家中的使用

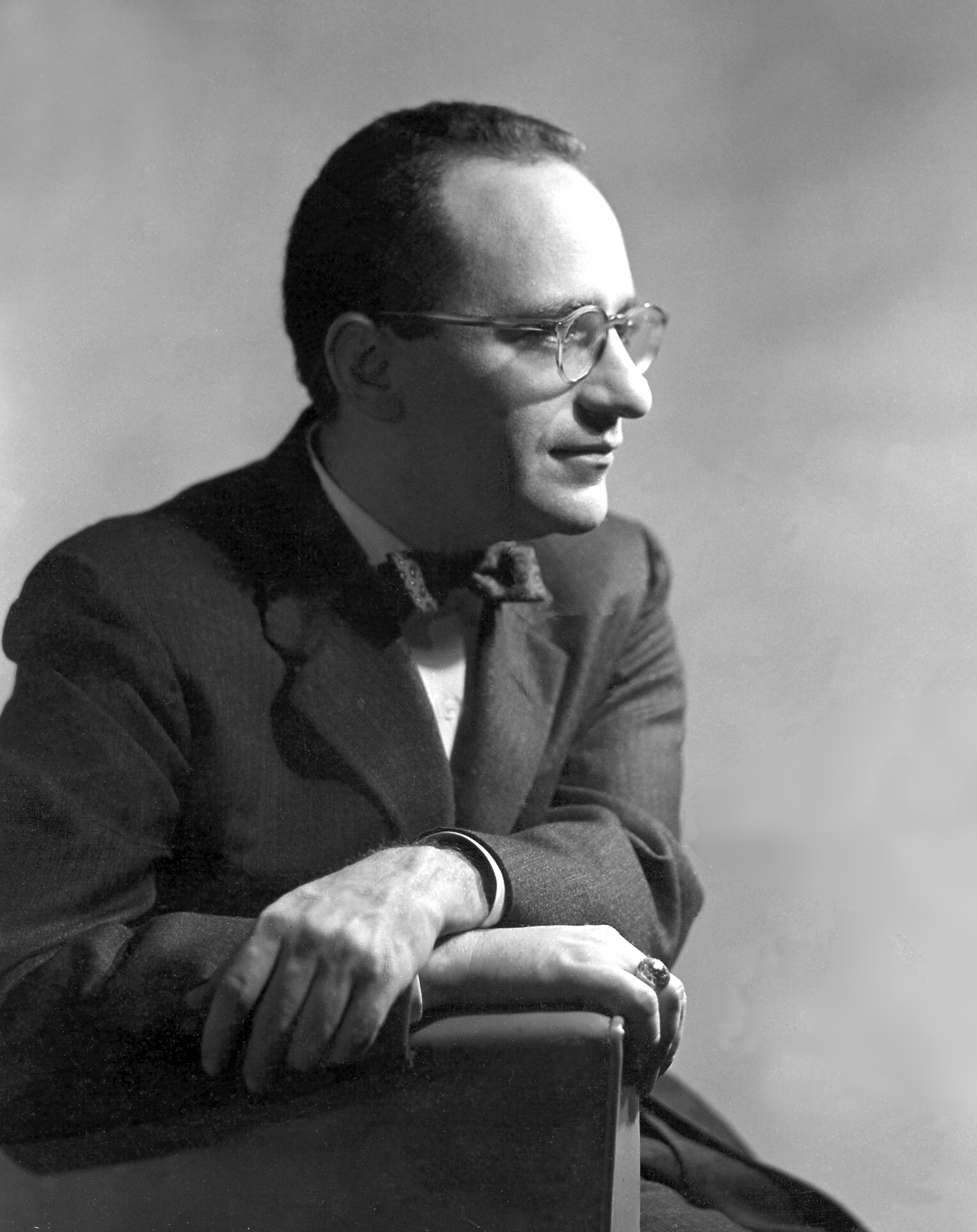
默里·罗斯巴德完善了右派自由主义者对国家资本主义的理论分析。

著名经济学家穆瑞·羅斯巴德将其与国家垄断资本主义一词互换使用，用来描述政府与大企业的伙伴关系。在这种伙伴关系中，国家代表大资本家，侵害消费者的利益。
他把国家资本主义和放任资本主义区分开来，认为放任资本主义没有保护大企业不受市场力量的影响。这种用法可以追溯到20世纪60年代，当时，哈里·埃尔默·巴恩斯将后罗斯福新政时期的美国经济称为国家资本主义。 俄罗斯总统普京的前任经济顾问安德烈·尼古拉耶维奇·伊拉里奥诺夫因抗议俄罗斯是“拥抱国家资本主义”，于2005年12月辞职。
然而，古典自由派并没有使用这一词来描述生产资料公有制。对此，奥地利经济学派学者路德维希·冯·米塞斯的解释是：
“社会主义运动不遗余力地为建设理想化的国家而不断寻找者新的口号。认为可以用带来新希望、解决社会主义的根本性难题新口号来替代过时的，直到这些口号变得虚无。最近他们使用的口号是‘国家资本主义’。但人们却没有发现这个口号其实是过去人们常说的计划经济和集体社会主义，国家社会主义只是在某些非重要性质中区别于‘经典’均等社会主义。”

## 在意大利法西斯主义者中的使用

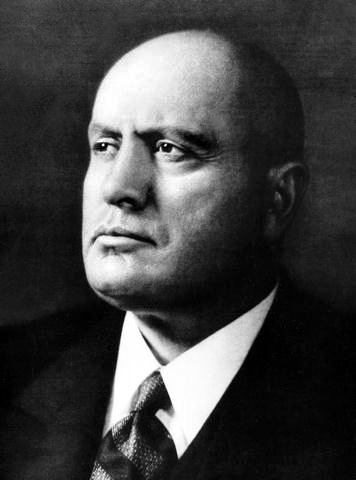
贝尼托·墨索里尼声称，现阶段的资本主义走向了一条与国家社会主义相反的的路。

在经济上，意大利法西斯领导者墨索里尼在1933年认为只有法西斯主义遵循当今的资本主义，而其路线将会“不可避免地导致国家资本主义，这无非就是国家社会主义的倒退。无论哪种情况，无论结果是国家资本主义还是国家社会主义，结果都是国家经济活动的官僚化。”
墨索里尼宣称资本主义已经退化了三个阶段，从动态资本主义（英語：Dynamic Capitalism）（1830-1870）到静态资本主义（Static Capitalism）（1870-1914），最终于1914年演变成终极资本主义（Supercapitalism）。
墨索里尼谴责终极资本主义，认为是它导致了“人类的同质化”（Standardization of Humankind）与过度消费。墨索里尼认为处于终极资本主义的现在，当那些资本主义企业出现困难时，只会把自己抛给国家，给国家增加负担。只有当此时，国家干预才会显现和变得重要，那些也无视国家的人只会在此时焦虑地寻求帮助。 由于企业在遇到经济困难时将无法正常运转，墨索里尼认为这证明了国家对经济的干预在稳定经济上是必要的。
墨索里尼认为动态资本主义和资产阶级本可以通过抛弃个人主义避免陷入到静态资本主义，而引入国家对经济的监督也不会使静态资本主义滑落到终极资本主义。私人企业可以掌控生产，但是必须要处在国家的监督下。意大利法西斯主义提出了名为协同主义的经济体系，作为解决方案，该方案可以保护私有企业和财产，同时当私有企业倒闭时允许国家干预经济。
一种替代解释是国家资本主义在政府与私人资主义中形成了结合一体的紧密关系，如私人资本家为有保障的市场生产。例如军方工业设施是由独立企业为利润丰厚的政府合同而生产，而不受市场竞争的约束。
托洛茨基主义的定义和这一定义都来自于20世纪初马克思主义者的讨论，其中最著名的是尼古拉·伊万诺维奇·布哈林。在他的《帝国主义和全球经济》（Imperialism and World Economy）中，他认为先进的帝国主义国家采用了展示了后者的定义并考虑（和拒绝）了他们达到前者的可行性。
许多西方国家在某些对国家安全至关重要的战略资源施行了国家资本主义。这也私人投资也涵盖其中。举例来说，政府可拥有甚至垄断石油生产和交通基础设施以确保在战争中的可用性，例如纳斯特石油公司、挪威国家石油公司以及奥地利石油天然气集团。
根据一些观点，西方国家对国家资本主义会有一定的限制，以确保创造的财富不会威胁到统治精英的政治力量，且政府和工业界之间的紧密联系也不会使统治精英受到威胁。而国家资本家则担心资本主义的创造性破坏与革命的威胁。他们也担心，体制中的任何重大变化，都将导致行业的生存能力超过其经济效用以及效率低下的经济环境将不足以激发创新。

## 在欧洲研究当中
有欧洲学者和政治经济学家使用这一词来描述如今在欧盟当中存在的盛行的三种资本主义中的一种。这种方法主要是被施密特在2002年于《资本主义在欧盟未来的走向》（Schmidt's (2002)，The Futures of European Capitalism）中发表的一篇文章所影响。她将欧盟中的资本主义分为了三组，分别为市场导向、有限管理与国家掌控。因此在这里，国家资本主义指的是一种国家、大型企业与工会一起高度合作的方式，并用准协同主义（Quasi-corporatist Model）模式来确保经济增长与发展。
作者将法国和意大利（较小程度上）作为现代欧洲国家资本主义的主要例子。埃内斯托·斯克雷潘蒂提出了资本主义形式的一般理论。其中，国家资本主义是一个特例。他认为，20世纪的苏联式经济体利用国家资本主义来维持资本原始积累。马克思主义经济学家理查德·沃尔夫和斯蒂芬·雷斯尼克在对苏联的历史分析中，将国家资本主义视为整个苏联历史上的统治阶级制度。

## 国家垄断资本主义
国家垄断资本主义的理论最早是兴起于第二次世界大战后的新斯大林主义。列宁在1916年宣称第一次世界大战已经使放任资本主义转变为了垄断资本主义，但是他并没有发表过关于此话题的进一步理论解释。这一词指国家为了保护大型垄断或寡头企业，使其免于和小型企业竞争而干预经济环境。
这种意识形态的主要原则是大型企业，在达到垄断获取的寡头地位的情况下，与政府部门结合，从而形成融寡头或财阀集团。政府官员旨在提供一个社会和法律框架，使大公司能够最有效运作。一种结论认为，大企业与政府之之所以要组成紧密合作伙伴关系，是因为他们想要将工会组织完全纳入到该合作伙伴关系中。
国家垄断资本主义理论旨在界定资本主义阶段之后，资本主义的最终历史阶段。这与列宁在其小册子《帝国主义的特征》中，对帝国主义特征的定义相一致。有时，国家垄断资本主义的概念也出现在新托洛茨基主义的国家资本主义理论和自由主义者的反国家理论中。通常，他们所做的理论分析在主要特征上是相同的，但从中得出的政治结论却截然不同。

### 政治含义
“自从垄断资本接管世界以来，它就使大部分地区的人民处于贫困之中，并且将所有利润分配给了最强大的国家集团。这些国家的高生活水准是建立在我们国家极端贫困的现状上的。”——切·格瓦拉，1965年
国家垄断资本主义理论在斯大林时代末期及以后的战略政治含义是，工人运动应在共产党的领导下形成一个人民民主联盟，由进步的中产阶级和小企业对抗国家和大企业（简称为垄断）。有时，该联盟也称为反垄断联盟。

### 新托洛茨基主义理论
在新托洛茨基主义理论中，这种同盟被否定成为：基于错误的人民阵线策略或政治机会主义。据说这也与长期革命或独立工人阶级政治行动的原则不相容。
新托洛茨基主义者将苏联型国家重新定义为国家垄断资本国家。东西方国家在这方面没有区别。因此，有人认为需要进行某种反官僚主义革命，但是不同的托洛茨基主义者团体就这种革命需要采取或可能采取何种形式争论不休。
一些托洛茨基主义者认为反官僚主义革命将自发地、不可避免地自然发生，另一些托洛茨基主义者则认为它需要组织起来，此目的是建立一个由工人阶级拥有和运作的社会。根据新托洛茨基主义者的观点，共产党不能发挥领导作用，因为它不代表工人阶级的利益。

### 对此的批评
当瓦尔加提出该理论时，正统斯大林主义经济学家抨击该理论与以下论点相矛盾：只有社会主义有国家计划，而资本主义只有无序生产。
国家垄断资本主义的批评者（例如厄内斯特·曼德尔和里奥·科夫勒）发表了以下几点：
- 国家垄断资本理论错误地暗示国家可以以某种方式推翻资本主义之间的竞争、资本主义的运作规律以及市场力量的普遍性，并和价值规律的运作相抵消。
- 国家垄断资本理论缺乏对国家、阶级基础以及政府与精英之间真正联系的任何详尽的解释。它提出了一种单一的统治结构，而实际上这种结构是不存在的。
- 国家垄断资本理论未能解释新自由主义意识形态在资产阶级中的兴起，该意识形态恰好认为减少国家对经济的影响是一个重要社会目标。
- 国家垄断资本理论未能清楚地表明社会主义国家与资产阶级国家之间有什么区别，只是在社会主义国家中，共产党，或更确切地说是其中央委员会，发挥着主导作用。在此情况下，国家本身关于阶级的描述完全是根据执政党或其中央委员会的政策来定义的。

### 在流行文化中
- 在电影《机器人总动员》中，存在一个名叫“大买家集团”的企业（"Buy n' Large" Corporation）。该公司在离开地球之前和之后的几十年中可能一直是事实上甚至法律上的政府。
- 德拉奇人（Druuge）是星际控制（Star Control，美国科幻电子游戏）中登场的外星种族。赤红公司（Crimson Corporation）拥有德拉奇行星及其上的所有物品，并且所有德拉奇人都是该公司的员工和/或股东，而失去工作的德拉奇人将因“非法呼吸公司拥有的空气”被立即处决。

## 在21世纪的现状
国家资本主义不同于资本主义混合经济。在资本主义混合经济中，国家通过以下方式干预市场以纠正市场失误或指定社会性法规和福利：国家在为了积累资本和在框架内指导向自由市场或混合经济体投资。在这样的体制中，政府职能和公共服务通常会成立各种各样形式的企业。

### 中国大陆

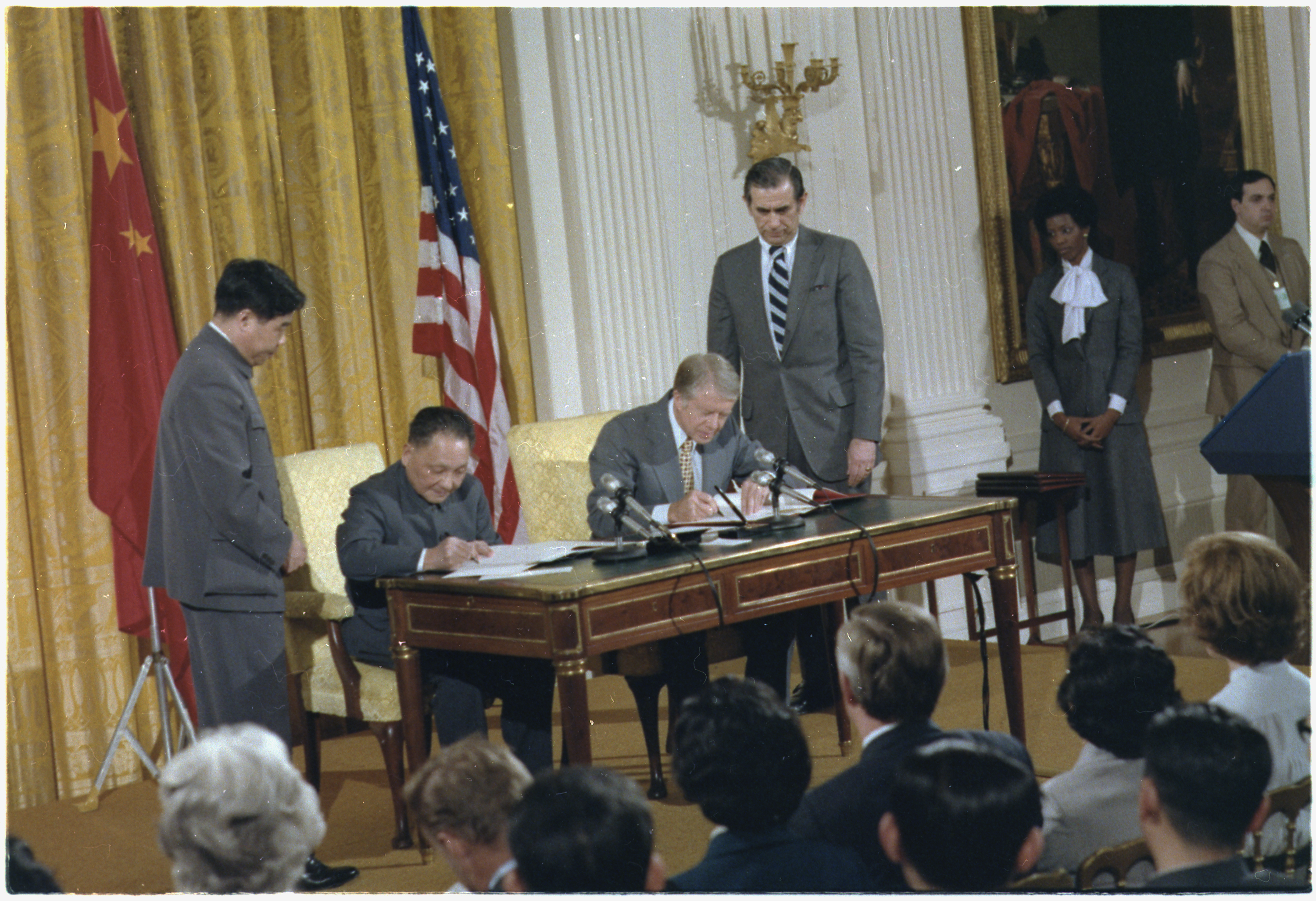
Deng Xiaoping and Jimmy Carter during the Sino-American signing ceremony. - NARA - 183300

许多分析家断言，中国大陆是21世纪国家资本主义政体的主要例子之一。政治学家伊恩·布雷默在他的《自由市场的终结：谁赢得了国家与公司之间的战争》（The End of the Free Market: Who Wins the War Between States and Corporations）一书中，将中国大陆描述为国家资本主义崛起中的主要角色，也同时是对发达国家自由市场经济的挑战，特别是在2007-2008年金融危机过后。布雷默对国家资本主义作了广泛的定义，例如：
“在这个体制中，政府通过各种国有公司来管理资源开采，这些资源被认为是该国的皇冠上的明珠，创造和维持了大量的就业机会。政府挑选私人公司来主导某些经济部门，使用所谓的主权财富基金以使国家利润最大化的方式投资其额外资金。在这三种情况下，国家都在利用市场创造财富。在合适的情况下，政府官员可以对这些财富进行管理。且在这三种情况下，最终动机不是经济（增长最大化）而是政治（最大化国家权力和领导层存在的机会）。这是资本主义的一种形式，但是这是将国家作为首要经济主体并只是利用市场来谋取政治利益。”
继布雷默，阿利吉卡（Aligica）和塔科（Tarko）之后，有一种理论在现代中国大陆和俄罗斯等国进一步发展，即国家资本主义是寻租社会的一个例子。他们称，在意识到中央计划的社会主义制度无法与资本主义经济有效竞争之后，前共产党的政治精英们正试图设计一种有限自由化经济市场以提高效率，同时仍然允许他们保持政治控制和权力的方式。

身为英国历史学家和哈佛大学的提胥讲座教授的尼尔·弗格森在他的文章“我们现在都是国家资本家”中警告：“反对将世界分为‘市场资本家’和‘国家资本家’阵营的过度简化。现实情况是，大多数国家的国情都不相同，且国家干预经济的意图和程度也有所不同。”然后他指出：
“我们这个时代真正的竞争不是在实行国家资本主义中国大陆、实行市场资本主义的美国与两种经济制度都有的欧洲之间。这是一场在所有三个区域内进行的竞赛，因为我们大家都努力在创造财富的经济机构与调节和重新分配财富的政治机构之间寻求正确的平衡。”

1949年，在大陆的中国人民政治协商会议所制定的共同计划中，表明国家资本主义是一种社团主义的经济体系。并提供了如下意见： 
“中华人民共和国经济建设的根本方针，是以公私兼顾、劳资两利、城乡互助、内外交流的政策，达到发展生产、繁荣经济之目的。国家应在经营范围、原料供给、销售市场、劳动条件、技术设备、财政政策、金融政策等方面，调剂国营经济、合作社经济、农民和手工业者的个体经济、私人资本主义经济和国家资本主义经济，使各种社会经济成分在国营经济领导之下，分工合作，各得其所，以促进整个社会经济的发展。”
经济学家杜巨瀾（Du Julan）和许成钢通过对中国模式的分析发现，当代中国大陆经济体系代表的是国家资本主义体系，而不是社会主义市场体系。原因是中国大陆经济体系中存在金融市场，而在市场社会主义和经典社会主义市场模型中却没有金融市场；并且中国大陆的企业利润由国家保留，而不是以基本收入/社会红利或类似方式在人口中平均分配，后者是市场社会主义的主要特征。他们得出结论，中国大陆既不是市场社会主义的形式，也不是稳定的资本主义形式。

### 挪威
挪威政府在该国许多最大的公开上市公司中拥有控制股权，它拥有奥斯陆股票市场的37％的股权，并经营着该国最大的非上市公司，挪威国家石油公司。政府还经营一个主权财富基金，即挪威政府养老基金，其部分目标是为挪威的未来做好准备。
现代挪威的国家资本主义的起源是来自于该国石油储备的公有制和该国第二次世界大战后的社会民主改革。

### 台湾
中華民國治下的臺灣，因長期執政之中國國民黨受列宁主义模式影响，被归类为国家资本主义制度政体。这些影响现在依然能从决策过程中找到。台湾的经济组成包括了许多國營企业，但随着1980年代后期的民主化运动，中華民國政府在台湾经济中的角色从企业家转变为公司的投资者之一。
有些台湾经济学家如陈师孟和朱敬一，认为過去台湾经济模式是党国资本主义模式。

### 新加坡
新加坡政府在许多与政府有联系的公司中拥有控制股权，并通过主权财富基金指导投资，此做法通常被称为国家资本主义。新加坡通过发展利于企业的立法、鼓励西方企业社团文化以及加强国家与企业之间的密切合作，吸引了一批有较强竞争力的大型国际企业。新加坡拥有大量政府背景的公司，以及新加坡与企业的紧密合作，都塑造了新加坡模式的各个方面。

## 相关书籍
- Guy Ankerl, Beyond Monopoly Capitalism and Monopoly Socialism. Cambridge MA, Schenkman, 1978, ISBN 0-87073-938-7
- Nikolai Bukharin, Imperialism and World Economy.
- Gerd Hardach, Dieter Karras and Ben Fine, A short history of socialist economic thought., pp. 63–68.
- Bob Jessop, The capitalist state.
- Charlene Gannage, "E. S. Varga and the Theory of State Monopoly Capitalism", in Review of Radical Political Economics 12(3), Fall 1980, pages 36–49.
- Johnn Fairley, French Developments in the Theory of State Monopoly Capitalism, in: Science and Society; 44(3), Fall 1980, pages 305-25.
- Ernest Mandel, Late Capitalism, pp. 515–522.
- Ernest Mandel, Historical Materialism and the Capitalist State.
- Paul Boccara et al., Le Capitalisme Monopoliste d'Etat. Paris: Editions Sociales, 1971 (2 vols).
- G. N. Sorvina et al., "The Role of the State in the System of State Monopoly Capitalism", in: The Teaching of Political Economy: A Critique of Non Marxian Theories. Moscow: *Progress, 1984, pages 171-179.
- Ben Fine & Laurence Harris, Re-reading Capital.
- Jacques Valier, Le Parti Communiste Francais et le Capitalisme Monopoliste D'Etat, 1976